# Charopinus parkeri
Charopinus parkeri is een eenoogkreeftjessoort uit de familie van de Lernaeopodidae. De wetenschappelijke naam van de soort is voor het eerst geldig gepubliceerd in 1890 door Thomson G.M..